# Nicola Mazza

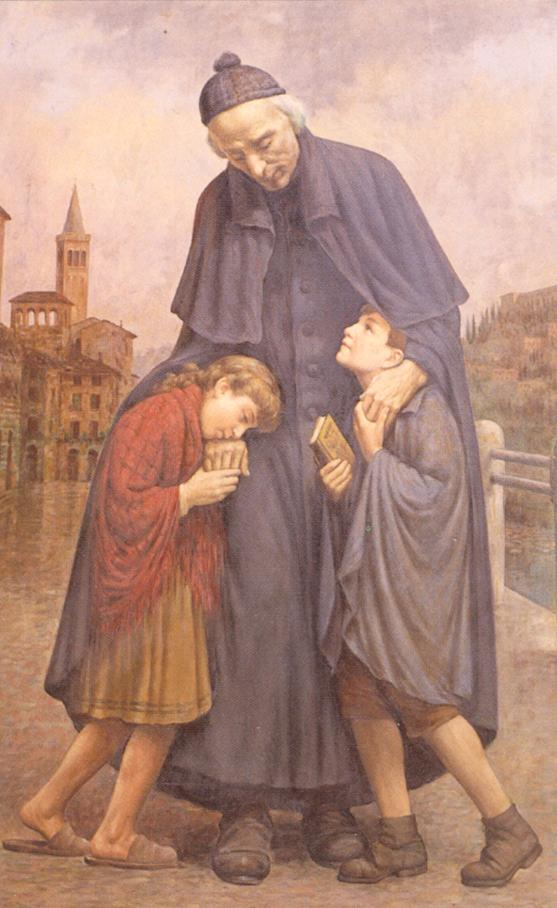

Nicola Mazza (ur. 10 marca 1790 w Weronie; zm. 2 sierpnia 1865 tamże) – włoski sługa Boży Kościoła katolickiego.

## Życiorys
Urodził się 10 marca 1790 roku był najstarszym z ośmiorga dzieci swoich rodziców. Wstąpił do seminarium w Weronie i mając 24 lata został wyświęcony na kapłana. W 1816 roku został nauczycielem matematyki i historii. W 1857 roku rozpoczął misję w Afryce Środkowej. Zmarł 2 sierpnia 1865 roku w opinii świętości. Obecnie trwa jego proces beatyfikacyjny.